# Isangrim
Isangrim († 4. Januar 941) war der zehnte Bischof von Regensburg von 930 bis 941.
Wie die anderen ersten Regensburger Bischöfe war Isangrim zugleich Vorsteher des Klosters Sankt Emmeram. Durch die Einfälle der Ungarn wurde das Bistum Regensburg verwüstet. Nur wenige Äbte fanden sich auf einer Provinzialsynode am 14. Januar 932 im Regensburger Dom ein. Unter den Teilnehmern befanden sich auch der Eichstätter Bischof Odalfried, Wolfram von Freising und Gerhard von Passau. 